# Wladimir Isaakowitsch Keilis-Borok

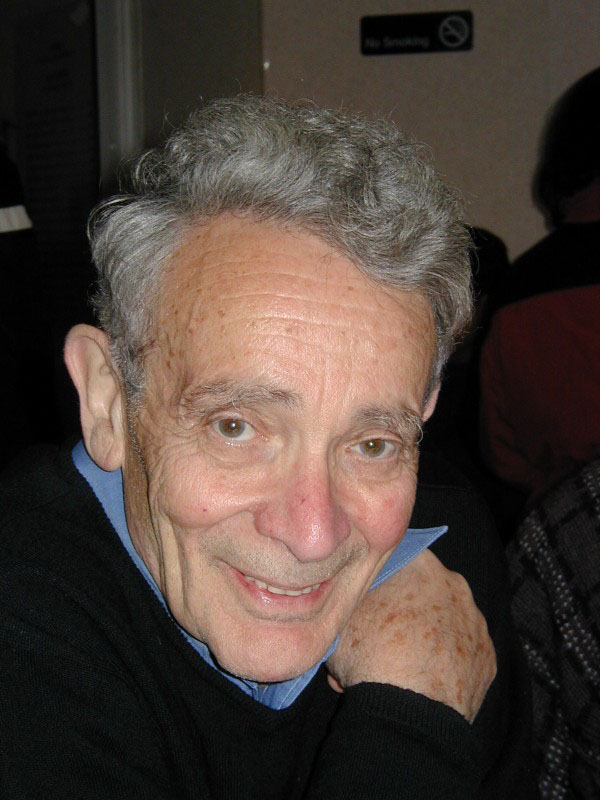
Wladimir Isaakowitsch Keilis-Borok, 2013

Wladimir Isaakowitsch Keilis-Borok (russisch Владимир Исаакович Кейлис-Борок, wiss. Transliteration Vladimir Isaakovič Kejlis-Borok; * 31. Juli 1921 in Moskau; † 19. Oktober 2013 in Culver City, Kalifornien) war ein russischer Geophysiker und Erdbebenforscher.
1948 erhielt er den Doktor in mathematischer Geophysik von der Sowjetischen Akademie der Wissenschaften in Moskau. Er entwickelte das Konzept der aktiven Lithosphäre der Erde als hierarchisches, nichtlineares System. Mit ihm kooperierte die Geophysikerin Tatjana Janowskaja.
Im Jahre 2003 sagte er mit seinem Team Erdbeben in San Simeon (Dezember 2003) und in Hokkaidō (September 2003) voraus. Diese Vorhersagen stellten sich als zutreffend heraus. Allerdings empfanden manche Forscher diese Prognosen als trivial, da die Vorhersage für sehr große Bereiche getroffen wurde. Für 2004 sagte er mit einer Wahrscheinlichkeit von 50 Prozent bis spätestens zum 5. September ein Erdbeben mindestens der Stärke 6,4 für die San-Andreas-Verwerfung im Süden Kaliforniens voraus. Dieses und andere prognostizierte Beben traten nicht wie vorhergesagt ein.
Neben Algorithmen zur Erdbebenvorhersage entwickelte Keilis-Borok auch solche für Vorhersagen im Bereich der Wirtschaftswissenschaften und in der Politik.
Er war Direktor des Internationalen Instituts für Theorie der Erdbebenvorhersage und Mathematische Geophysik der Russischen Akademie der Wissenschaften in Moskau und arbeitete an der University of California in Los Angeles (UCLA).
1969 wurde Keilis-Borok in die American Academy of Arts and Sciences gewählt. 1998 erhielt er die erste Lewis-Fry-Richardson-Medaille der European Geophysical Society, speziell für die Entwicklung des Konzepts der aktiven Lithosphäre. Er ist Ehrendoktor des Institut de Physique du Globe in Paris. Er war Mitglied der päpstlichen Akademie der Wissenschaften, der National Academy of Sciences (1971), der österreichischen Akademie der Wissenschaften, der Russischen Akademie der Wissenschaften (1988), der Academia Europaea (1999) und der American Academy of Arts and Sciences (1969). Von 1987 bis 1991 war er Präsident der International Union of Geodesy and Geophysics.
Er war als Experte an der internationalen Überwachung von Kernwaffentests beteiligt und in der internationalen Arbeitsgruppe zur geologischen Sicherheit von Atomendmüllagern.

## Schriften
- Herausgeber der Reihe Computational Seismology and Geodynamics, ab 1966.
- Herausgeber Intermediate-term earthquake prediction: models, phenomenology, worldwide tests, Physics of the Earth and Planetary Interiors, 61, S. 1–144 (1990)
- Herausgeber mit P.N. Shebalin Dynamics of the lithosphere and earthquake prediction, Physics of the Earth and Planetary Interiors, 111, S. 179–327 (1999)
- Earthquake prediction: state-of-the-art and emerging possibilities, Annu. Rev. Earth Planet. Sci., 30, S. 38 (2002)
- Herausgeber mit A. A. Soloviev Nonlinear Dynamics of the Lithosphere and Earthquake Prediction, Springer-Verlag, 2003.
- Mit anderen Reverse tracing of short-term earthquake precursors, Physics of the Earth and Planetary Interiors, 145, S. 75–85 (2004)
- Mit P. Shebalin und anderen Advance short-term prediction of the large Tokachi-oki earthquake, September 25, 2003, M=8.1 A case history, Earth Planets Space, 56, S. 715–724 (2004).